# L'avvoltoio
L'avvoltoio(The Vulture) è un film del 1967 diretto da Lawrence Huntington.
È una storia di ambientazione fantascientifica.

## Trama
Durante un viaggio intrapreso con l'intento di conoscere i parenti della moglie Trudy, Eric Lutens scopre che in un villaggio si sta eseguendo un terribile esperimento con una quantità incredibile di energia elettrica, per ottenere un tesoro immenso. La persona che lo conduce verrà punita dal destino unendosi alla fine con un avvoltoio.